# Flower (pesem, Kylie Minogue)
»Flower« je pesem avstralske pevke in tekstopiske Kylie Minogue. Pesem sta napisala Minogueova in Steve Anderson iz skupine Brothers in Rhythm za njen deseti glasbeni album, X, vendar je nazadnje nanj niso vključili. Vseeno je pevka s pesmijo nastopila na svoji turneji KylieX2008.
Leta 2011 je Kylie Minogue pesem v studiju Abbey Road ponovno posnela za kompilacijo The Abbey Road Sessions. Pesem je založba Parlophone 25. septembra 2012 izdala kot prvi singl s kompilacije. Studijsko verzijo pesmi so izdali 24. septembra tistega leta na radiju BBC Radio 2. Veliko glasbenih kritikov je pesem hvalilo, predvsem zaradi produkcije in sporočila besedila. Videospot za pesem so izdali preko uradne spletne strani Kylie Minogue.

## Sestava
Pesem »Flower« sta napisala Kylie Minogue in Steve Anderson iz skupine Brothers in Rhythm za njen deseti glasbeni album, X (2007). Pesmi na album nazadnje niso vključili. Leta 2007 je Kylie Minogue to pesem skupaj z mnogimi drugimi napisala v času, ko je okrevala od svoje operacije zaradi raka na prsih. Minogueova je pesem opisala kot »ljubezensko pesem otroku, ki ga bom morda imela, morda pa nikoli ne.« Glasbeno je pesem »Flower« pop balada, ki vključuje klavir, violine, bobne in akustične kitare. Revija The Quietus jo je označila za »sanjavo balado«.
Veliko glasbenih kritikov je menilo, da je besedilo pesmi namigovalo, da si Minogueova želi ustvariti družino in postati mati; predvsem kitica »Oddaljeni otrok, moja roža. Se še gibaš v vetru? Me lahko čutiš, ko vate vdihujem življenje? Vem, da me boš nekega dne osupnil« (»Distant child, my flower. Are you blowing in the breeze? Can you feel me as I breathe life into you? I know one day you'll amaze me«) naj bi namigovala na njeno željo po materinstvu.

## Sprejem

### Kritični sprejem
Pesem »Flower« so kritiki v glavnem hvalili. Perez Hilton jo je označil za »lepo pesmico«. Tudi novinar revije Vibe je pesem pohvalil, saj naj bi bila po njegovem mnenju »osupljiva uspavanka.« Sarah Deen iz revije Metro.co.uk je singlu dodelila pozitivno oceno: »Pesem ['Flower'] je definitivno primerna za eno od ljubezenskih pesmi Kylie Minogue, saj je zanjo zelo značilno, da bi nekoga ljubljenega lahko primerjala z nežnim vetričem.« Novinar revije Herald Sun je pesem označil za »romantično balado.« Bradley Stern iz revije Muumuse je o pesmi napisal: »Čudovita je, in kot sem že omenil, to je Kyliejin najranljivejši trenutek po več letih.« Napisal je tudi, da je bila pesem deležna premalo promocije, in da »je pesem sicer samo za oboževalce, a vseeno lepa.« Jared iz revije AllureofSound je pesem pohvalil in ji dodelil pet zvezdic od petih ter zraven dodal: »[Pesem 'Flower'] je brez dvoma eden Kyliejinih najboljših trenutkov. Čudoviti vokali pesmi pridejo še bolj do izraza zaradi uspešne produkcije.«
Kakorkoli že, revija Hitfix je bila do pesmi »Flower« bolj kritična, saj jo je označila za »grozljivo«. Katie Hasty, novinarka, ki je za Hitfix napisala oceno singla skupaj z oceno njene pesmi »Who We Are«, je napisala: »Pesem 'Flower' se očitno nanaša le na pozna devetdeseta [...] Del njenih pesmi za Holy Motors, ki je pritegnil mojo pozornost, je mešanica dokaj dobre produkcije in njenega dekliškega, tropskega glasu. Morda je to dober znak za njeno kompilacijo Abbey Road Sessions. A vseeno je nanjo vključena tudi pesem 'Flower'. Hitro, zamenjajmo ploščo!«

### Dosežki na lestvicah
Na britanski glasbeni lestvici se pesem »Flower« ni uvrstila na nobeno mesto, saj so jo zato, ker so jo lahko oboževalci zastonj prek spleta naročili že ob izidu albuma The Abbey Road Sessions, označili za neprimerno za uvrščanje na lestvico; na lestvico se namreč lahko uvrstijo le pesmi, izdane digitalno ali preko CD-ja. Kakorkoli že, ob izidu albuma The Abbey Road Sessions je pesem 4. novembra 2012 na lestvici zasedla šestindevetdeseto mesto. Poleg tega je pesem na belgijskih lestvicah (flandrski in valonski) zasedla enaintrideseto in sedemintrideseto mesto, debitirala pa je tudi na enainpetdesetem mestu nizozemske glasbene lestvice.

## Videospot
O videospotu, ki ga je režirala sama, je povedala: »Vedno sem si želela režirati videospot svoje pesmi, saj sem vedno vedela, kako bi jo ilustrirala.« Videospot so 12. avgusta 2012 posneli v Cornwallu, Anglija v črno-beli tehniki. V njem Kylie Minogue ob začetku sedi na stolu, pokrita le z belo rjuho, in gledala v ogledalo, nato pa se prične sprehajati po gozdu, mimo debla, in plaži, ležati ter sedeti na poljih, polnih rož, se igrati zraven gugalnice in ležati v bazenu.
25. septembra 2012 je videospot izšel na YouTubeu kot del praznovanja K25 Minogueove, kjer so njeni oboževalci, ki ji sledijo preko Twitterja, morali videospot otvoriti tako, da so v Twitter 25.000-krat vpisali »#KylieFlower«. Samo v treh dneh si je videospot ogledalo 1.000.000 ljudi.
Novinar revije Daily Mail je videospot pohvalil: »Je že res, da je Kylie Minogue stara štiriinštirideset let, a dokazala je, da lahko še vedno tekmuje z drznimi videospoti svojih mlajših pop sodelavk.« Novinar revije Blid je opazil, da je videospot zelo podoben njenemu videospotu za pesem »Where the Wild Roses Grow«.

## Nastopi v živo
S pesmijo »Flower« je Kylie Minogue nastopila na svoji turneji KylieX2008; ta nastop, ki mu je sledila izvedba baladne različice pesmi »I Believe in You«, je bil vključen tudi na DVD s posnetki s turneje. Septembra 2012 je s pesmijo nastopila na BBC-jevi prireditvi Proms in the Park.

## Seznam verzij
CD s singlom
1. »Flower«
2. »Flower« (instrumentalno)

DVD s fotografijami
1. »Flower«

## Dosežki
| Lestvica (2012)                               | Dosežek |
| --------------------------------------------- | ------- |
| Belgija (Flandrija; Ultratip)                 | 21      |
| Belgija (Valonija; Ultratip)                  | 37      |
| Nizozemska (Mega Single Top 100)              | 51      |
| Združeno kraljestvo (Official Charts Company) | 96      |

## Zgodovina izidov
| Država           | Datum              | Format    |
| ---------------- | ------------------ | --------- |
| Po svetu         | 25. september 2012 | Digitalno |
| Velika Britanija | 12. november 2012  | CD        |
| Velika Britanija | 12. november 2012  | DVD       |